# Atletismo nos Jogos Pan-Americanos de 2011 - 400 m com barreiras feminino
A competição dos 400 m com barreiras feminino foi um dos eventos do atletismo nos Jogos Pan-Americanos de 2011, em Guadalajara. Foi disputada no Estádio Telmex de Atletismo entre os dias 24 e 26 de outubro.

## Calendário
Horário local (UTC-6).
| Data          | Horário | Fase       |
| ------------- | ------- | ---------- |
| 24 de outubro | 15:50   | Semifinais |
| 26 de outubro | 18:40   | Final      |

## Medalhistas
| Ouro   | COL Princesa Oliveros |
| Prata  | ECU Lucy Jaramillo    |
| Bronze | DOM Yolanda Osana     |

## Recordes
Recordes mundial e pan-americano antes da disputa dos Jogos Pan-Americanos de 2011.
| Tipo                             | Atleta            | Tempo | Local    | Data                |
| -------------------------------- | ----------------- | ----- | -------- | ------------------- |
|                                  | Yuliya Pechonkina | 52.34 | Tula     | 8 de agosto de 2003 |
| Recorde dos Jogos Pan-Americanos | Daimí Pernía      | 53.44 | Winnipeg | 28 de julho de 1999 |

## Resultados

### Semifinais
As três melhores atletas de cada bateria mais as duas atletas mais velozes, se classificaram para a final. 
| Pos. | Bateria | Atleta            | País                     | Tempo   | Obs. |
| ---- | ------- | ----------------- | ------------------------ | ------- | ---- |
| 1    | 2       | Sharolyn Scott    | CRC Costa Rica           | 57.23   | Q,   |
| 2    | 1       | Princesa Oliveros | COL Colômbia             | 57.55   | Q,   |
| 3    | 2       | Mackenzie Hill    | USA Estados Unidos       | 57.82   | Q    |
| 4    | 2       | Yolanda Osana     | DOM República Dominicana | 57.86   | Q    |
| 5    | 2       | Jailma de Lima    | BRA Brasil               | 58.29   | q    |
| 6    | 1       | Lucy Jaramillo    | ECU Equador              | 58.54   | Q,   |
| 7    | 1       | Takecia Jameson   | USA Estados Unidos       | 58.68   | Q    |
| 8    | 1       | Karla Saviñón     | MEX México               | 59.00   | q    |
| 9    | 1       | Sheryl Morgan     | JAM Jamaica              | 59.59   |      |
| 10   | 1       | Katrina Seymour   | BAH Bahamas              | 1:00.34 |      |
| 11   | 2       | Deborah Rodríguez | URU Uruguai              | 1:00.72 |      |
| 12   | 2       | Rushell Clayton   | JAM Jamaica              | 1:03.44 |      |
| 13   | 1       | Jessica Aguilera  | NCA Nicarágua            | 1:03.75 |      |

### Final
| Pos.              | Atleta            | País                     | Tempo | Obs.             |
| ----------------- | ----------------- | ------------------------ | ----- | ---------------- |
| Medalha de ouro   | Princesa Oliveros | COL Colômbia             | 56.26 | Recorde pessoal  |
| Medalha de prata  | Lucy Jaramillo    | ECU Equador              | 56.95 | Recorde pessoal  |
| Medalha de bronze | Yolanda Osana     | DOM República Dominicana | 57.08 | Recorde nacional |
| 4                 | Sharolyn Scott    | CRC Costa Rica           | 57.40 |                  |
| 5                 | Jailma de Lima    | BRA Brasil               | 57.71 |                  |
| 6                 | Takecia Jameson   | USA Estados Unidos       | 57.89 |                  |
| 7                 | Mackenzie Hill    | USA Estados Unidos       | 58.08 |                  |
| 8                 | Karla Saviñón     | MEX México               | 58.57 |                  |

Legenda
| Recorde mundial                  | Recorde mundial (World record)               |                       | Recorde africano                      | Recorde africano (African) |                                           | Q | Classificado por posição (Qualified) |
| Recorde dos Jogos Pan-Americanos | Recorde pan-americano (Pan-American record)  | Recorde da América    | Recorde da América (Americas)         | q                          | Classificado por melhor tempo (Qualified) |   |                                      |
| Melhor marca do ano              | Melhor marca do ano (World leading)          | Recorde asiático      | Recorde asiático (Asian)              | DNS                        | Não largou (Did not start)                |   |                                      |
| Recorde nacional                 | Recorde nacional (National record)           | Recorde europeu       | Recorde europeu (European)            | DNF                        | Não terminou (Did not finish)             |   |                                      |
| Recorde pessoal                  | Recorde pessoal do atleta (Personal best)    | Recorde da Oceania    | Recorde da Oceania (Oceania)          | DSQ / DQ                   | Desclassificado (Disqualified)            |   |                                      |
| Recorde da temporada             | Recorde da temporada do atleta (Season best) | Recorde sul-americano | Recorde sul-americano (South America) | NM                         | Sem marca (No mark)                       |   |                                      |